# Село-Гора
Село-Гора (рос. Село-Гора) — присілок в Новгородському районі Новгородської області Російської Федерації.
Населення становить 284 особи. Входить до складу муніципального утворення Тьосово-Нетильське сільське поселення.

## Історія
Від 2004 року входить до складу муніципального утворення Тьосово-Нетильське сільське поселення.

## Населення
| 2010 |
| ---- |
| 284  |